# Thomas Misgeld
Thomas Misgeld (* 30. August 1971) ist Neurobiologe und Hochschullehrer.

## Leben
Thomas Misgeld schloss ein Studium der Humanmedizin an der Technischen Universität München (TUM) im Jahr 1999 mit einer Dissertation über Neuronale Kontrolle der MHC-Klasse-II-Expression in Mikrogliazellen ab. In der Zeit von 2000 bis 2004 war er als Postdoc an der Washington University in St. Louis und von 2004 bis 2006 an der Harvard University in Cambridge tätig. Seit 2011 ist Thomas Misgeld Professor und Direktor am TUM-Lehrstuhl für Zellbiologie des Nervensystems und Co-Sprecher des Exzellenzclusters „SyNergy“. In diesem Cluster kooperieren neben außeruniversitären Institutionen die Ludwig-Maximilians-Universität München (LMU) und die Technische Universität München (TUM) auf dem Forschungsgebiet neurologischer Krankheitsmechanismen. Eine Podcast-Serie im Kontext des Exzellenz-Clusters SyNergy erläutert seit dem Jahr 2023 dieses hochkomplexe Thema zu degenerativen Gehirnerkrankungen, um die wissenschaftlichen Hintergründe der Demenz in diesem Bereich einer breiten Öffentlichkeit zugänglich zu machen.
Misgeld erhielt zahlreiche Auszeichnungen und Stipendien, u. a. 2018 die Heinz-Maier-Leibnitz-Medaille der TUM, 2014 ERC (European Research Council) Consolidator Grant, 2012 als höchste dotierte Auszeichnung für Alzheimer-Forschung in Deutschland den Alzheimer-Forschungspreis der Frankfurter Hans und Ilse Breuer Stiftung anlässlich der Eibsee-Konferenz „Zelluläre Mechanismen der Neurodegeneration“ zusammen mit Boris Schmidt von der TU-Darmstadt, 2007 Schilling-Preis, Neurowissenschaftliche Gesellschaft, 2006 Sofja Kovalevskaja-Preis, Alexander von Humboldt-Stiftung oder 2005 den Robert Feulgen-Preis, Histochemische Gesellschaft.
Thomas Misgeld ist einer der drei Direktoren des in 2025 neu gegründeten Center for Structural and Functional Connectomics (CSFC) an der TUM in Garching, das mit 69 Millionen Euro von der Gemeinsame Wissenschaftskonferenz (GWK) gefördert wird und in Zusammenarbeit mit klinischen TUM-Zentren und nationalen Forschungseinrichtungen künftig die Erforschung und klinische Translation zentralnervöser Erkrankungen wie Multipler Sklerose, Neuroonkologie und Entwicklungsstörungen vorantreibt.
Im Rahmen des Elitenetzwerkes Bayern ist Misgeld seit 2018 einer der Leiter des Masterstudiengangs „Biomedical Neuroscience“.
Im Jahr 2025 wurde Thomas Misgeld als Mitglied der Sektion Neurowissenschaften in die Nationale Akademie der Wissenschaften Leopoldina aufgenommen.

## Veröffentlichungen (Auswahl)
- S. R. Kalluri, R. Srivastava, T. Misgeld, et al.: P2R Inhibitors Prevent Antibody-Mediated Complement Activation in an Animal Model of Neuromyelitis Optica: P2R Inhibitors Prevent Autoantibody Injury. Neurotherapeutics 19(5), (2022).
- M. Herwerth, S. Kenet, T. Misgeld et al.: A new form of axonal pathology in a spinal model of neuromyelitis optica. Brain 145(5), (2022).
- P. Engerer, E. Petridou, T. Misgeld et al.: Notch-mediated re-specification of neuronal identity during central nervous system development. Current biology 31(21), (2021).
- M. Jafari, A.-M. Schumacher, T. Misgeld et al.: Phagocyte-mediated synapse removal in cortical neuroinflammation is promoted by local calcium accumulation. Nature neuroscience 24(3), (2021).
- A.-M. Schumacher, T. Misgeld, M. Kerschensteiner, N. Snaidero: Imaging the execution phase of neuroinflammatory disease models. Experimental neurology 320 (2019).
- A. Schneider, S. Kurz, T. Misgeld et al.: Single organelle analysis to characterize mitochondrial function and crosstalk during viral infection. Scientific reports 9(1), (2019).
- Alexa Kiss, Irmgard Fischer, Tatjana Kleele, Thomas Misgeld, Friedrich Propst: Neuronal Growth Cone Size-Dependent and -Independent Parameters of Microtubule Polymerization. Frontiers in Cellular Neuroscience 12, (2018).
- C.D. Sorbara, N.E. Wagner, T. Misgeld et al.: Pervasive axonal transport deficits in multiple sclerosis models. Neuron 84, (2014).
- M. Kerschensteiner, M.E. Schwab, J.W. Lichtman, T. Misgeld: In vivo imaging of axonal degeneration and regeneration in the injured spinal cord. Nature Medicine 11, (2005).